# Walter Jung (Politiker, 1898)
Walter Jung (* 8. August 1895 in Dudweiler; † nach 1931) war ein deutscher Nationalsozialist und „Alter Kämpfer“ der NSDAP.

## Leben
Walter Jung arbeitete als Hüttenbeamter. Er lebte bis 1928 in seiner Geburtsstadt Dudweiler und zog danach nach Saarbrücken um. Am 30. Mai 1926 wurde er inoffizieller Gauleiter der NSDAP im Saargebiet bis zu deren offizieller Gründung und der Ernennung von Jakob Jung am 8. Dezember 1926. Offiziell trat er zum 29. November 1926 der Saarbrücker Ortsgruppe der NSDAP bei (Mitgliedsnummer 47.851) und war bis 1928 als deren Pressewart tätig. Als Chefredakteur war er ab 1926 für die Wochenzeitschrift Der Saardeutsche tätig und veröffentlichte einige Artikel im Völkischen Beobachter. Später wurde er Schriftleiter der Saardeutschen Volksstimme, wurde jedoch am 30. September 1928 durch Jakob Jung ersetzt.
Jung wurde am 1. Oktober 1929 aus der Partei ausgeschlossen, weil er sich in einem Prozess gegen Felix Hanau (einen jüdischen Geschäftsmann) von antisemitischen Äußerungen, die ihm zugeschrieben wurden, distanzierte. Ein weiterer Ausschlussgrund war Kritik an der Reichsleitung, der Jung „Bonzenwirtschaft“ unterstellte. Ein Antrag auf Wiederaufnahme wurde 1931 abgelehnt.